# Maire (Italie)
Pour les articles homonymes, voir Maire (homonymie).
Le maire (en italien : Sindaco), parfois dénommé « premier citoyen », est, dans le système juridique italien, l'organe monocratique (it) à la tête du gouvernement d'une commune. Selon l'article 36 du décret législatif (it) n° 267 du 18 août 2000, le maire est l'un des organes du gouvernement de la commune, avec la junte municipale (it) et le conseil communal (it).

## Histoire
Sous la domination napoléonienne est introduite en Italie une administration locale hiérarchique et pyramidale qui reprend le modèle français : le territoire est divisé en départements, districts, cantons (siège du juge de paix) et communes. Au département est préposé un préfet, nommé par le ministre de l'Intérieur, au district un sous-préfet et à la commune un podestat qui est à la fois chef de l'entité et délégué du gouvernement.
Avec la chute de Napoléon et la restauration des précédentes monarchies, le nouveau système d'organisation administrative est généralement maintenu, ce que fait le royaume de Sardaigne, dont la législation est ensuite étendue à l'ensemble du territoire national avec la loi n. 2248, annexe A du 20 mars 1865. Sur la base de cette loi, le territoire de l'État est divisé en provinces avec le préfet comme chef, en circonscriptions (it) avec le sous-préfet et en communes avec le maire, qui conserve la nature ambigüe de représentant de la collectivité et d'organe local de l'État.
Le maire est initialement nommé par décret royal et doit être élu parmi les conseillers communaux. En 1889 est introduite l'élection par le conseil communal parmi ses membres. En France, vers la même période (1884), les maires sont élus par le conseil municipal. La durée du mandat est de 4 ans, avec possibilité de réélection. Avec l'arrivée du fascisme, les organes communaux élus sont supprimés et remplacés par des organes nommés. Est ainsi introduite la figure du podestat, nommée par décret royal pour cinq ans mais révocable à tout moment.
Après la chute du fascisme, l'élection du maire et du conseil municipal est rétablie. La loi du 25 mars 1993 introduit l'élection du maire au suffrage universel direct au scrutin uninominal majoritaire à deux tours. Le premier tour de scrutin a lieu sur le même jour que l'élection du conseil communal, élu au suffrage universel direct au scrutin proportionnel plurinominal avec vote préférentiel et prime majoritaire.

## Mandat
L'article 51 du D. Lgs. n. 267/2000 fixe la durée du mandat du maire à cinq ans, comme pour le conseil communal. Celui qui occupe pendant deux mandats consécutifs la charge de maire n'est pas, à la fin de son second mandat, immédiatement rééligible. Après deux mandats consécutifs, Un maire sortant peut occuper la charge de vice-maire, en attendant de pouvoir se représenter aux élections suivantes.

## Fonctions

### Responsabilités

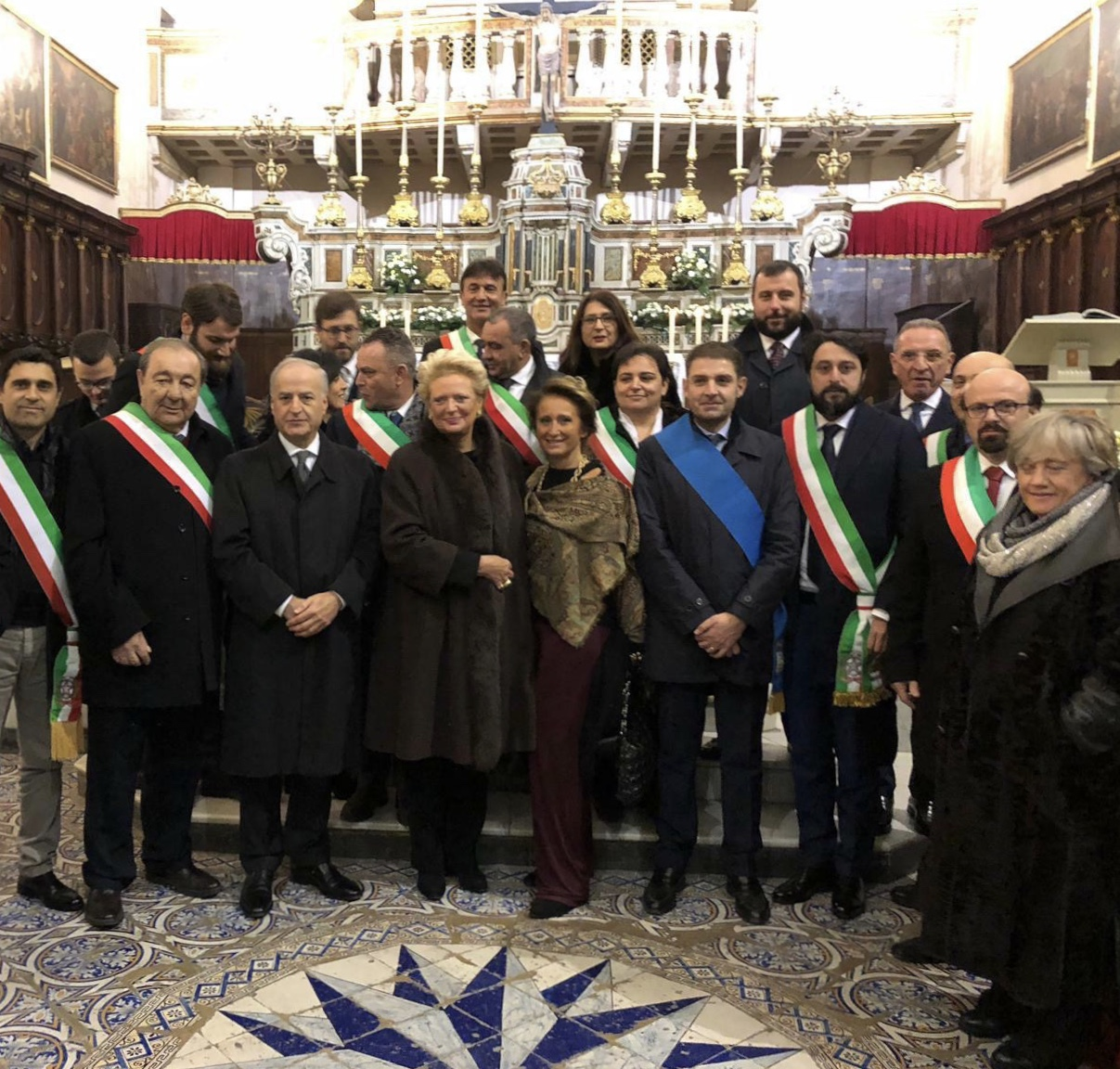
Un rassemblement de maires italiens.

D'après l'article 46 du D. Lgs. n. 267/2000, le maire nomme les membres de la junte, parmi lesquels un vice-maire (it), pouvant à chaque moment révoquer un ou plusieurs assesseurs (it), après transmission au Conseil des motifs.
Le maire est l'organe responsable de l'administration de la commune. Il représente la collectivité, convoque et préside la junte. Il préside au fonctionnement des services et des bureaux, et à l'exécution des actes. Il est également l'autorité sanitaire locale. D'après l'art. 99 du D. Lgs. n. 267/2000, le maire nomme le secrétaire communal (it), qui dépend fonctionnellement de lui.

### Officier du gouvernement
Le maire, en plus d'être le représentant de la commune, est aussi le représentant local de l'État. Le maire, en respect des actes de l'adresse émanant du ministère de l'Intérieur, supervise :
- la tenue des registres de l'état-civil et de population et à l'exécution des lois en matière électorale ;
- l'émanation des actes qui lui sont attribués par la loi et les règlements en matière d'ordre et de sécurité publique ;
- le développement, en matière de sécurité publique et de police judiciaire, des fonctions confiées par la loi ;
- la surveillance sur tout ce qui peut intéresser la sécurité et l'ordre public, en informant préventivement le préfet.

## Régions à statut spécial
Selon l'art. 1, alinéa 2, du d. Lgs. 267/2000 les dispositions du texte unique ne s'appliquent pas aux régions à statut spécial et aux provinces autonomes de Trento et de Bolzano si incompatibles avec les attributions prévues par les statuts et par les normes relatives d'exécution. Les statuts de ces régions, après les modifications apportées à la loi constitutionnelle du 23 septembre 1993 attribuent l'administration des entités locales et des circonscriptions relatives à la compétence du législateur régional.
Dans le Trentin-Haut-Adige, la limite de la population jusqu'à laquelle la candidature à la charge de maire doit être liée à une seule liste de candidats au conseil communal est réduite de 15 000 à 3 000 habitants. Le nombre maximum de mandats consécutifs au poste de maire est, en outre, augmenté de deux à trois ; de même en Vallée d'Aoste pour les communes différentes du chef-lieu.
En Frioul-Vénétie Julienne, le candidat à la charge de maire peut toujours être lié à plusieurs listes, indépendamment de la population de la commune.
Dans les régions à statut spécial où, d'après le d.legs. 267/2000 sont encore en vigueur les dispositions de la loi n. 81/1993, le vice-maire peut remplacer le maire dans le cas d'indisponibilité permanente, destitution, déchéance ou décès jusqu'à l'élection du nouveau maire.

### Dénomination dans les langues minoritaires
Dans les régions à statut spécial où un régime de bilinguisme est en vigueur, la dénomination sindaco est accolée aux traductions suivantes :
- en Vallée d'Aoste où le français est officiel, bilingue italien/français, syndic (fém. syndique)[3] ;
- dans la province du Tyrol du Sud, bilingue italien/allemand, Bürgermeister ;
- dans les vallées ladines (Val Badia et Val Gardena, dans la Province autonoma du Tyrol du Sud, Val di Fassa dans la Province de Trente, Ombolt ;
- dans le Frioul-Vénétie Julienne, pour les communes des provinces de Trieste, de Gorizia et d'Udine dont le statut prévoit le bilinguisme italien/slovène, župan.

## Insigne

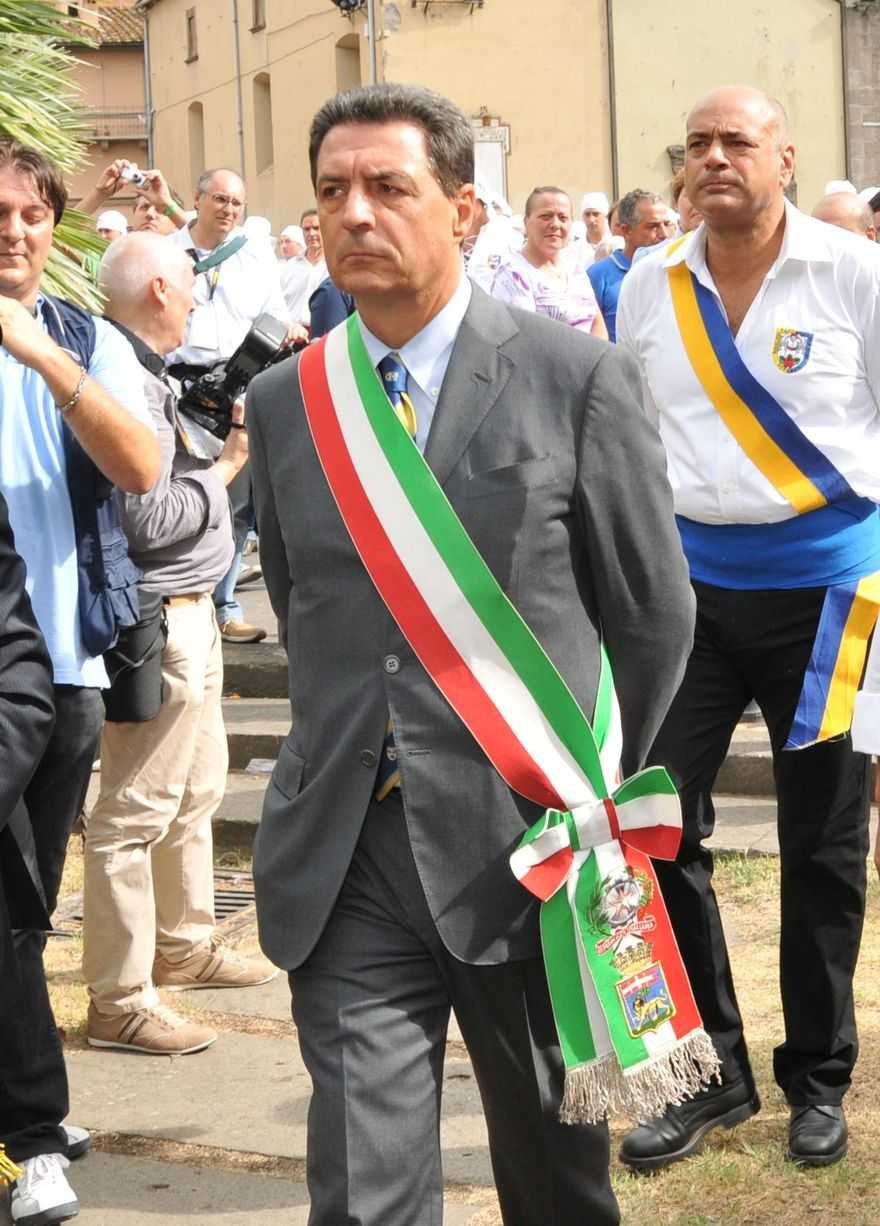
Écharpe tricolore.

L'art. 50 du D. Lgs. n. 267/2000 décrit l'insigne traditionnel du maire : « l'écharpe tricolore avec l'écu de la République et l'écu de la Commune doit être portée en bandoulière ». L'écharpe doit être portée sur l'épaule droite, avec la bande verte tournée vers le cou.
Dans la Province du Tyrol du Sud, il est permis au maire (Bürgermeister) de porter un collier précieux avec une chaîne reprenant les insignes civiques, comme il est de coutume dans les territoires de langue allemande.